# 東亞火蘚
東亞火蘚（学名：Schlotheimia japonica）为木靈蘚科火蘚屬下的一个种。